# Pałac w Dowhem
Pałac w Dowhem – wybudowany w 1712 r. przez László Telekiego w Dowhem.

## Historia
W 1711 roku za udział w wojnie po stronie Franciszka II Rakoczego posiadłość Dowhe została skonfiskowana przez władze cesarskie i przeniesiona do skarbu państwa. W tym roku, w dowód wdzięczności za aktywną pomoc w stłumieniu rebelii, cesarz Karol VI Habsburg ofiarowuje ziemię László Telekiemu. Rozpoczyna on w 1712 roku budowę pałacu-fortecy, która stała się jego letnią rezydencją. Salon pałacu zbudowany został w latach 1712-1722. Później stanął mur obronny z otworami strzelniczymi i budynki gospodarcze. W 1714 László Teleki umiera i pozostawia córkę – Zuzannę, która poślubiła gubernatora Laszlo Kemeni. W 1774 roku zakończono budowę wejścia do wieży twierdzy. Nowoczesny wygląd pałac otrzymał w 1798 roku, kiedy zakończono wszystkie prace. W 1928 roku hrabia Teleki oddaje pałac  w dzierżawę rycerzom maltańskim, aby uniknąć  wywłaszczenia posiadłości przez rząd czechosłowacki. Od 1954 roku w pałacu był szpital gruźliczy. Obecnie kompleks jest w złym stanie.